# Roemeens voetbalkampioenschap 2001/02
2001/02 was het 64ste seizoen van de Divizia A en het 84ste kampioenschap van Roemenië.
De nummers 13 en 14 spelen een eindronde tegen de nummers twee uit de twee reeksen van de Divizia B. De winnaar promoveert of blijft in de hoogste klasse.

## Eindstand
| Plaats | Team                             | Wed. | W  | G  | V  | Doelpunten | Verschil | Ptn  |
| ------ | -------------------------------- | ---- | -- | -- | -- | ---------- | -------- | ---- |
| 1      | Dinamo Boekarest (B)             | 30   | 17 | 9  | 4  | 63 : 33    | +30      | 60   |
| 2      | National Boekarest               | 30   | 16 | 10 | 4  | 44 : 20    | +24      | 58   |
| 3      | Rapid Boekarest                  | 30   | 15 | 6  | 9  | 50 : 31    | +19      | 50 1 |
| 4      | Steaua Boekarest (K)             | 30   | 15 | 5  | 10 | 47 : 31    | +16      | 50   |
| 5      | Oțelul Galați                    | 30   | 14 | 7  | 9  | 34 : 24    | +10      | 49   |
| 6      | FCM Bacău 2                      | 30   | 14 | 4  | 12 | 43 : 40    | +03      | 46   |
| 7      | Universitatea Craiova            | 30   | 12 | 8  | 10 | 40 : 35    | +05      | 44   |
| 8      | Ceahlăul Piatra Neamț            | 30   | 13 | 4  | 13 | 35 : 37    | −02      | 43   |
| 9      | Gloria Bistrița                  | 30   | 13 | 2  | 15 | 29 : 41    | −12      | 41   |
| 10     | FC Argeș Pitești                 | 30   | 11 | 7  | 12 | 36 : 39    | −03      | 40   |
| 11     | FC Brașov                        | 30   | 10 | 9  | 11 | 33 : 34    | −01      | 39   |
| 12     | SC Astra Ploiești                | 30   | 9  | 10 | 11 | 29 : 28    | +01      | 37   |
| 13     | Sportul Studențesc Boekarest (N) | 30   | 9  | 7  | 14 | 40 : 53    | −13      | 34   |
| 14     | FC Farul Constanța (N)           | 30   | 8  | 8  | 14 | 32 : 44    | −12      | 32   |
| 15     | Petrolul Ploiești                | 30   | 5  | 10 | 15 | 30 : 48    | −18      | 25   |
| 16     | UMT Timișoara (N)                | 30   | 3  | 6  | 21 | 24 : 71    | −47      | 15   |

1 Rapid Boekarest kreeg 1 punt aftrek omdat de club op de 13e speeldag tegen FC Brașov van het veld liep uit protest tegen een beslissing van de scheidsrechter. Het duels zelf werd door de voetbalbond met 0:3 verloren verklaard.
2 FC Baia Mare verkochte zijn plaats aan FCM Bacău.
(K) = verdedigend kampioen, (B) = verdedigend bekerwinnaar, (N) = gepromoveerd
| Kampioen, Champions League  |
| Bekerwinnaar, UEFA Cup      |
| Deelname UEFA Cup           |
| Deelname UEFA Intertoto Cup |
| Degradatieduel              |
| Degradatie                  |

Sportul Studențesc Boekarest en FC Farul Constanța handhaafden zich na het spelen van degradatieduels.

### Topschutters
| Naam                     | Club                         | Goals |
| ------------------------ | ---------------------------- | ----- |
| Cătălin Marcel Cursaru   | FCM Bacău                    | 17    |
| Claudiu Iulian Niculescu | Dinamo Boekarest             | 15    |
| Daniel Gabriel Pancu     | Rapid Boekarest              | 15    |
| Claudiu Nicu Răducanu    | Steaua Boekarest             | 14    |
| Gheorghe Bucur           | Sportul Studențesc Boekarest | 13    |

Divizia A:
1909/10 · 
1910/11 · 
1911/12 · 
1912/13 · 
1913/14 · 
1914/15 · 
1915/16 · 
1919/20 · 
1920/21 · 
1921/22 · 
1922/23 · 
1923/24 · 
1924/25 · 
1925/26 · 
1926/27 · 
1927/28 · 
1928/29 · 
1929/30 · 
1930/31 · 
1931/32 · 
1932/33 · 
1933/34 · 
1934/35 · 
1935/36 · 
1936/37 · 
1937/38 · 
1938/39 ·
1939/40 · 
1940/41 · 
1946/47 · 
1947/48 · 
1948/49 · 
1950 · 
1951 · 
1952 · 
1953 · 
1954 · 
1955 · 
1956 · 
1957/58 · 
1958/59 · 
1959/60 · 
1960/61 · 
1961/62 · 
1962/63 · 
1963/64 · 
1964/65 · 
1965/66 · 
1966/67 · 
1967/68 · 
1968/69 · 
1969/70 · 
1970/71 · 
1971/72 · 
1972/73 · 
1973/74 · 
1974/75 · 
1975/76 · 
1976/77 · 
1977/78 · 
1978/79 · 
1979/80 · 
1980/81 · 
1981/82 · 
1982/83 · 
1983/84 · 
1984/85 · 
1985/86 · 
1986/87 · 
1987/88 · 
1988/89 · 
1989/90 · 
1990/91 · 
1991/92 · 
1992/93 ·
1993/94 · 
1994/95 · 
1995/96 · 
1996/97 · 
1997/98 · 
1998/99 · 
1999/00 · 
2000/01 · 
2001/02 ·
2002/03 · 
2003/04 ·
2004/05 · 
2005/06

Liga 1:
2006/07 · 
2007/08 ·
2008/09 ·
2009/10 · 
2010/11 ·
2011/12 ·
2012/13 ·
2013/14 ·
2014/15 ·
2015/16 ·
2016/17 ·
2017/18 ·
2018/19 ·
2019/20 ·
2020/21